# Statue Charles de Gaulle à Varsovie
La statue de Charles de Gaulle à Varsovie se trouve devant le bâtiment du Centre Bancaire et Financier (pl), au rond-point Charles de Gaulle dans l'arrondissement de Śródmieście à Varsovie. Elle y a été installée le 15 mai 2005. C'est une copie du monument dressé en 2000 sur l'avenue des Champs-Élysées à Paris.

## Charles de Gaulle et la Pologne

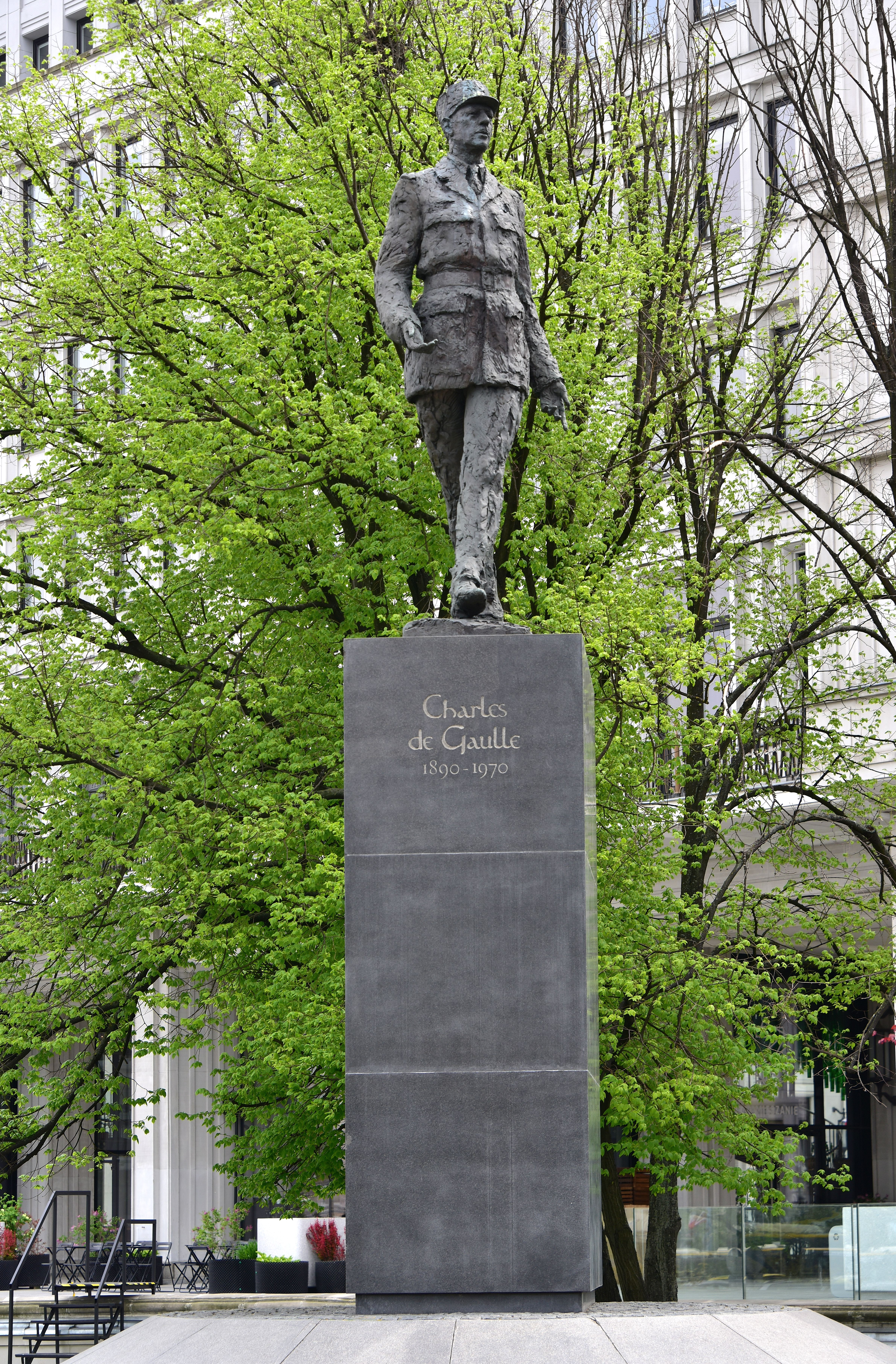
La statue de Charles de Gaulle à Varsovie.

En 1919, le jeune capitaine de Gaulle était venu en Pologne passer une vingtaine de mois comme instructeur à l'école militaire de Rembertów dans la banlieue de Varsovie et à l'académie militaire de la capitale où il avait formé la nouvelle armée.
Charles de Gaulle, président de la République française et partisan de l'intégration européenne, retourna en Pologne en 1967.

## Historique du monument
Au moment de l'installation du monument parisien, la Société d'Entraide des Membres de la Légion d'Honneur suggéra que sa réplique soit placée à Varsovie. L'auteur de la sculpture Jean Cardot céda, à titre gracieux, la forme originale pour le moulage.